# Cansu Dere
Cansu Dere (Ankara, 14 de octubre de 1980) es una actriz, modelo y presentadora turca. Es conocida por  protagonizar las series Sila, Muhteşem Yüzyıl, Ezel y último Sadakatsiz.

## Biografía

### Primeros años
Nació el 14 de octubre de 1980 en Ankara, Turquía. Su familia son inmigrantes turcos de Grecia y Bulgaria.
Completó su educación primaria y secundaria en Esmirna. Posteriormente, inicia sus estudios superiores de arqueología en la Universidad de Estambul.
En el 2000 fue la representante de Turquía para competir en mayo por el título de Miss Universo, pero el gobierno de Turquía decidió no enviar una delegada para el certamen a causa de su tensa relación con Chipre, país donde se llevó a cabo la competición.

### Carrera
Tras abandonar los estudios universitarios para enfocarse en el modelaje, durante los años 2002 y 2003, Dere desfiló en importantes pasarelas de moda en París, Francia. Trabajó con importantes marcas y posó para reconocidos fotógrafos.
En 2006-2008, interpretó el personaje de 'Sıla' en la serie de televisión Sıla con Mehmet Akif Alakurt. En 2007, interpretó el personaje de 'Defne' con Kenan İmirzalıoğlu en la película El último otomano. En 2009, interpretó un papel en la comedia negra Acı Aşk. En 2009-2011, interpretó el personaje de 'Eyşan' en la serie Ezel. Interpretó al personaje de la espía iraní 'Firuze/Huymerya' en El siglo magnífico: el sultán Suleimán en 2012-2013. Interpretó el personaje de 'Zeynep Güneş' en la serie de televisión Anne con Beren Gökyıldız, quien interpretó a su hija Turna/Melek en 2016-2017. De 2020 a 2022, Cansu interpretó el personaje de 'Asya Yılmaz' en la serie de televisión Sadakatsiz, la adaptación turca de la serie Doctor Foster de producción inglesa transmitida por Kanal D, en la que compartió el papel principal con Caner Cindoruk y Melis Sezen.

## Filmografía

### Televisión
| Año       | Título           | Título(s) en español                                                        | Personaje        | Papel                  |
| --------- | ---------------- | --------------------------------------------------------------------------- | ---------------- | ---------------------- |
| 2004      | Metropalas       |                                                                             | Nazan            | Protagonista           |
| 2005      | Alacakaranlık    |                                                                             | Irmak Bozoğlu    | Participación especial |
| 2005      | Avrupa Yakası    |                                                                             |                  | Actriz invitada        |
| 2005      | Güz Yangını      |                                                                             | Ceylan           | Protagonista           |
| 2006-2008 | Sıla             | Sila                                                                        | Sıla Sönmez      | Protagonista           |
| 2009      | Altın Kızlar     |                                                                             | Ceylan           | Participación especial |
| 2009-2011 | Ezel             | Eternidad                                                                   | Eyşan Tezcan     | Protagonista           |
| 2012      | Muhteşem Yüzyıl  | El sultánSuleimán, el gran sultán                                           | Firuze / Hümeyra | Participación especial |
| 2016-2017 | Anne             | MadreTodo por mi hija                                                       | Zeynep Güneş     | Protagonista           |
| 2018 2024 | Şahsiyet         |                                                                             | Nevra Elmas      | Protagonista           |
| 2019      | Ferhat ile Şirin | Ferhat y Sirin                                                              | Banu Karali      | Protagonista           |
| 2020-2022 | Sadakatsiz       | Infiel (en España y Estados Unidos)Traicionada (en América Latina y México) | Asya Yılmaz      | Protagonista           |

### Cine
| Año  | Título                        | Personaje          |
| ---- | ----------------------------- | ------------------ |
| 2006 | Son Osmanlı Yandım Ali        | Defne              |
| 2009 | Acı Aşk                       | Oya Yılmaz Ataoğlu |
| 2010 | Yahşi Batı                    | Mary Lou           |
| 2011 | El Yazısı                     | Zeynep             |
| 2011 | Behzat Ç. Seni Kalbime Gömdüm | Songül             |